# 釷-230
釷-230是釷的放射性同位素之一，原子核由90個質子和140個中子構成，是一種痕量同位素，半衰期約七萬五千年，可以用來測定珊瑚和確定洋流流量。
20世紀初美國放射化學家伯特倫·博爾特伍德在研究鈾的衰變鏈時曾認為釷-230是新的元素，並命名為Ionium，元素符號為Io。

## 命名
釷-230現行的名稱是利用其元素名稱「釷」以及其質量數組成。在釷-230剛發現初期，曾被稱為Ionium，其名稱源自於離子（ion）與金屬元素字尾（-ium）的組合，在發現釷-232之後，才發現釷-230與釷-232是同一種元素。
Ionium中文翻譯為「鑀」，部分文獻認為其與元素鑀等價，而詞彙「Ionium–Thorium Dating」—— 一種利用釷-230（Ionium）與釷-232（Thorium）定年的方法，亦翻作「鑀釷定年法」。

## 歷史
最早進行相關研究的是阿達·希欽斯與弗雷德里克·索迪。早在1904年，他們假設了鐳是由鈾衰變而成的，但實際過程並不清楚。 1907年，美國放射化學家伯特倫·博爾特伍德相信鈾與鐳的衰變鏈之間有一個新的元素「Ionium」存在。後來阿達·希欽斯對Ionium進行了研究，希欽斯選擇性地從礦石樣品中提煉並純化出鈾，測定了Ionium的半衰期，並於1915年發表了此項研究。而在1911年時，維利·馬克瓦爾德和亞歷山大·史密斯發表了證據表明釷-230和Ionium是相同的，而證明了Ionium不是一種新的元素，僅是釷的一個同位素。

## 衰變
釷-230半衰期約七萬五千三百八十年，大部分會經由α衰變，衰變為鐳-226，有少部分會透過集团衰变（約1.7兆分之一）會衰變成汞-206和氖-24，極少數的情況會發生自發裂變。